# Všeobecní sionisté
Všeobecní sionisté (hebrejsky ציונים כלליים‎, Cijonim klalijim) byli centristé v rámci sionistického hnutí a izraelská politická strana. Jako strana byla předchůdkyní dnešních stran Likud a Kadima.

## Historie
Všeobecný či obecný sionismus byl původně termín, který zaštiťoval názory většiny členů Sionistické organizace, kteří nebyli příslušníky žádné určité frakce a náleželi pouze své národní sionistické organizaci.
V roce 1922, v době kdy sionistické hnutí začalo být polarizované mezi dělnickým a revizionistickým sionismem, založila řada nezařazených skupin a jednotlivců Organizaci všeobecných sionistů, jakožto neideologickou stranu v rámci Sionistické organizace (později Světové sionistické organizace).

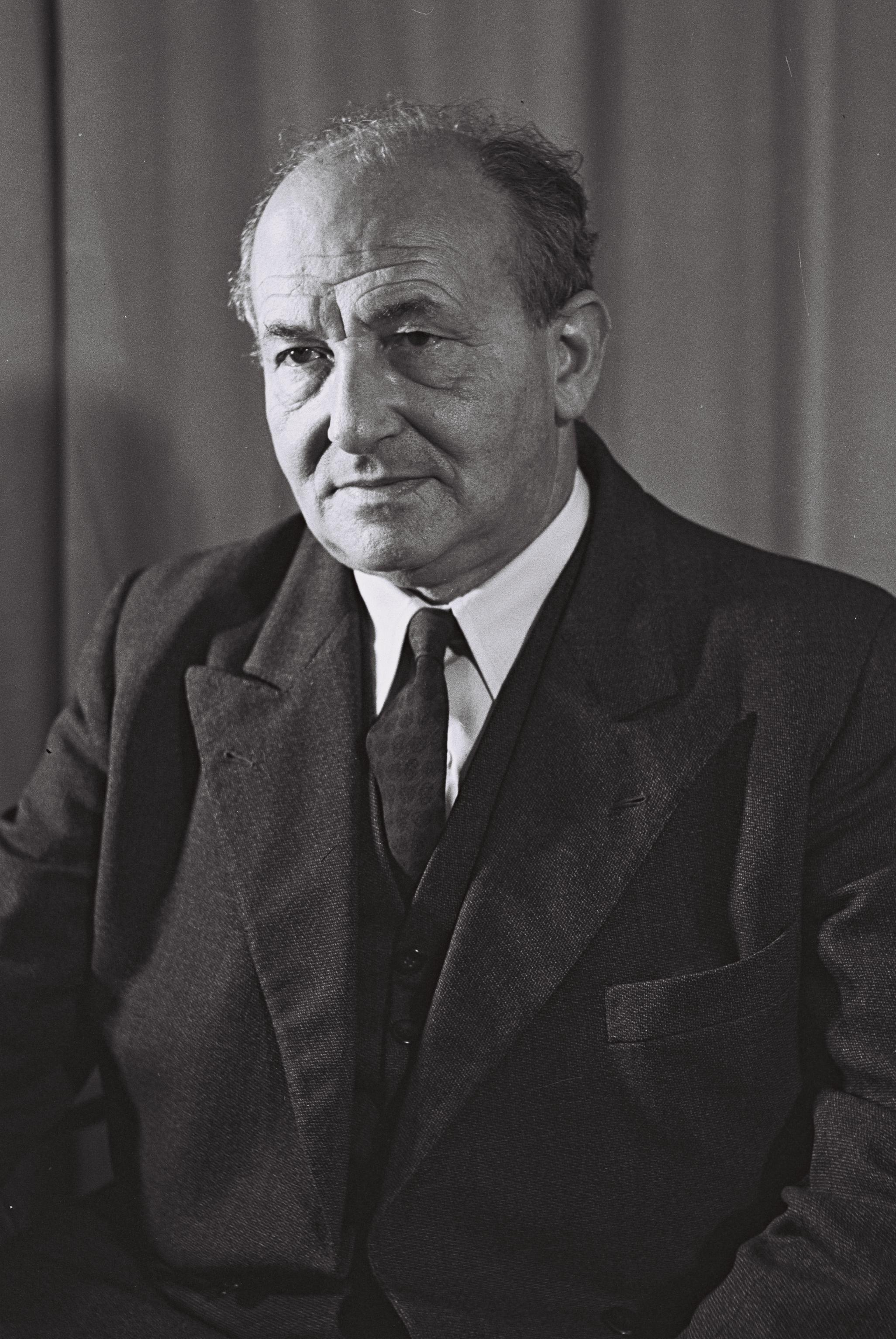
Perec Bernstein byl jedním z politiků a předsedů Všeobecných sionistů. Dvakrát neúspěšně kandidoval v prezidentských volbách.

Nakonec se však Všeobecní sionisté identifikovali s názory evropských liberálů a střední společenské třídy v soukromé vlastnictví a kapitalismus. V letech 1931 až 1945 se Všeobecní sionisté rozštěpili na dvě frakce vzhledem k rozdílnosti názorů nad sociálními tématy, ekonomikou a pracovními otázkami (např. Histadrut). V letech po založení Izraele v roce 1948 se Všeobecní sionisté posunuli více na pravou stranu politického spektra kvůli hegemonii strany Mapaj a dalších dělnických sionistických hnutí v izraelské politice.
V roce 1936 začali Všeobecní sionisté vydávat vlastní deník s názvem ha-Boker. Jeho redaktorem byl po prvních deset let jeho existence Perec Bernstein. Přestal vycházet v roce 1965. Strana také od roku 1936 zřídila vlastní zdravotní pojišťovnu, Kupat cholim šel ha-Cijonim ha-klalijim.

### Součástí izraelské politiky
Všeobecní sionisté se zúčastnili prvních izraelských parlamentních voleb v roce 1949, ve kterých získali 5,2 % hlasů, což představovalo celkem sedm poslaneckých mandátů. Nebyli však součástí ani jedné z prvních dvou vlád Davida Ben Guriona během funkčního období prvního Knesetu.
Ve volbách v roce 1951 zaznamenala strana velký úspěch, když získala 20 poslaneckých mandátů a stala se druhou největší stranou Knesetu. Krátce po volbách došlo navíc k dalšímu rozšíření, když se s Všeobecnými sionisty sloučily strany Sefardové a orientální komunity a Jemenitské sdružení (před koncem volebního období jeden poslanec z původního Jemenitského sdružení zase stranu opustil). Navzdory volebnímu úspěchu nebyla strana součástí třetí Ben Gurionovy vlády. Změna nastala po pádu třetí Ben Gurionovy vlády. Stalo se tak v důsledku rozporů nad náboženským vzděláním s ultraortodoxními stranami Agudat Jisra'el a Po'alej Agudat Jisra'el. Obě strany Ben Gurion vyloučil z vládní koalice a nahradil je Všeobecnými sionisty. Po Ben Gurionově odchodu se strana podílela ještě na páté vládě Moše Šareta, ne však již na jeho šesté vládě.
Ve volbách v roce 1955 strana ztratila a získala 13 poslaneckých mandátů a nebyla součástí žádné z koaličních vlád během funkčního období tohoto Knesetu.
Další pokles poslaneckých mandátů strana zaznamenala v dalších volbách v roce 1959, ve kterých získala 8 mandátů. Skutečnost, že strana ztrácela přízeň voličů, a že nebyla součástí vládní koalice, měla vliv na změně strategie. Strana se nakonec rozhodla sloučit s Progresivní stranou, která měla toho času 6 mandátů, s níž vytvořila Liberální stranu. Nová strana nakonec pomohla svrhnout vládu, když v roce 1961 Cherut vyvolal hlasování o nedůvěře vládě kvůli Lavonově aféře.
Ve volbách v roce 1961 získala Liberální strana 17 poslaneckých mandátů, čímž se stala třetí největší stranou v Knesetu. Během funkčního období tohoto Knesetu došlo ke spojení Liberální strany s Cherutem, které dalo vzniknout uskupení Gachal. Do nově vzniklého uskupení přešlo 10 poslanců Liberální strany (většinou bývalí členové Všeobecných sionistů), zatímco zbylých 7 poslanců (většinou bývalých členů Progresivní strany) na protest ze strany odešlo a založilo Nezávislé liberály. Uskupení Gachal se později stalo stranou Likud.